# 7247 Robertstirling
7247 Robertstirling eller 1991 TD1 är en asteroid i huvudbältet som upptäcktes den 12 oktober 1991 av den australiensiske astronomen Robert H. McNaught vid Siding Spring-observatoriet. Den är uppkallad efter den skotske prästen och uppfinnaren Robert Stirling.
Asteroiden har en diameter på ungefär 3 kilometer och den tillhör asteroidgruppen Hungaria.